# Zeng Cheng
Zeng Cheng (曾誠T, 曾诚S, Zēng ChéngP; Wuhan, 8 gennaio 1987) è un calciatore cinese, portiere dello Shanghai Shenhua e della Nazionale cinese.

## Palmarès

### Club

#### Competizioni nazionali
- Campionato cinese: 6

Guangzhou Evergrande: 2013, 2014, 2015, 2016, 2017, 2019
- Coppa della Cina: 2

Guangzhou Evergrande: 2016
Shanghai Shenhua: 2023
- Supercoppa di Cina: 3

Guangzhou Evergrande: 2016, 2017, 2018

#### Competizioni internazionali
- AFC Champions League: 2

Guangzhou Evergrande: 2013, 2015